# Xysticus cribratus
Xysticus cribratus là một loài nhện trong họ Thomisidae.
Loài này thuộc chi Xysticus. Xysticus cribratus được Eugène Simon miêu tả năm 1885.